# Congreso Democrático de los Pueblos
El Congreso Democrático de los Pueblos  (Turco: Halkların Demokratik Kongresi, HDK) es una organización creada el 15 de octubre de 2011 en Turquía con la unión de numerosas organizaciones y partidos políticos de izquierda. Tiene como objetivo intervenir en la política turca y representar a las personas oprimidas, explotadas y discriminadas por motivos étnicos, religiosos o de género. Se declara anticapitalista. Organiza numerosas conferencias y congresos. En 2012 esta organización decidió crear el Partido Democrático de los Pueblos (HDP) como instrumento político, partido que en las elecciones de junio de 2015 logra por primera vez en la historia acceder al Parlamento turco superando la franja del 10 por ciento de votos necesarios según la ley para lograr representación parlamentaria.

## Precedentes
En las elecciones generales de Turquía en 2011 el nacionalista kurdo Partido Paz y Democracia (BDP), el Partido del Trabajo y otras pequeñas formaciones  decidieron presentar candidaturas independientes conjuntamente en el marco del Bloque del Trabajo, Democracia y Libertad para evitar el umbral del 10 % necesario para que los partidos puedan tener representación en la Gran Asamblea Nacional Turca. 36 de los 61 candidatos presentados por el Bloque resultaron elegidos, principalmente en las ciudades de Kurdistán, Estambul Adana y Mersin. Tras las elecciones estos partidos y grupos se reunieron con movimientos sociales por los derechos LGBT, feministas, ecologistas para formar el Congreso Democrático de los Pueblos en octubre de 2011. Eligieron como co-portavoces a Ertuğrul Kürkçü y Sebahat Tuncel, un varón y una mujer, en su apuesta por la igualdad de género y la paridad.

## Objetivos
El Congreso Democrático de los Pueblos busca proporcionar una plataforma para las minorías, así como a los oprimidos y explotados frente a la discriminación religiosa o étnica individual. El HDK también defiende especialmente los derechos de las mujeres y cuenta con un sistema de co-liderazgo con un varón y una mujer como co-portavoces. Tiene también como objetivo representar a la minoría kurda en particular y es crítico de la falta de reconocimiento constitucional de los derechos de las minorías. Otras minorías incluidas entre los objetivos de representación son las de alevitas, armenios, asirios, azeríes, circasianos, lazes, la comunidad LGBT y la romani. El Congreso es especialmente crítico con el capitalismo y la explotación de los trabajadores. 
"Nos unimos para una solución pacífica y democrática de la cuestión kurda", "nos unimos contra la homofobia y la transfobia", "nos unimos en contra de los ataques y la invasión del imperialismo", " nos unimos a la igualdad y la libertad de las personas y creencias "," nos unimos contra la desigualdad y la discriminación de género de la dominación masculina "o" nos unimos a la democracia " se reivindicó en su primera reunión en 2011.

## Miembros
Políticamente, el Congreso se sitúa en el marco de la democracia socialista y  sus intereses políticos están representados por el Partido Democrático de los Pueblos. El Partido de las Regiones que trabaja exclusivamente en el marco de gobiernos locales en la zona sureste de mayoría kurda, también está afiliado a la organización.
Las organizaciones miembro del Congreso Democrático de los Pueblos son:  78'liler Girişimi, Barış ve Demokrasi Partisi (BDP), Cam Keramik İş, Demokrasi ve Özgürlük Hareketi (DÖH), Demokratik Özgür Kadın Hareketi (DÖKH), Demokratik Pomak Hareketi, Devrimci Sosyalist İşçi Partisi (DSİP), Disk Gıda İŞ, Emek Partisi (EMEP), Ezilenlerin Sosyalist Partisi (ESP), Filistin Halkıyla Dayanışa Derneği (FHDD), Gökkuşağı Kadın Derneği, Hevi LGBTİ, İstanbul LGBT, İşçilerin Sesi, Kaos GL, Küresel Eylem Grubu (KEG), Limter İş, Marksist Tutum, Munzur Koruma Kurulu, Nor Zartonk, Özgür Demokratik Alevi Hareketi, Partizan, Sosyalist Dayanışma Platformu (SODAP), Sosyalist Demokrasi Partisi (SDP), Sosyalist Yeniden Kuruluş Partisi (SYKP), Tekstil Sen, Teori Politika, Toplum ve Kuram-Lêkolîn û Xebatên Kurdî, Toplumsal Özgürlük Parti Girişimi (TÖPG), Tüm Köy Sen, Türkiye Gerçeği y Yeşiller ve Sol Gelecek (YSGP).